# João Álvares Fagundes
João Álvares Fagundes (c. 1460 – por volta do dia 5 de dezembro de 1522), foi um navegador português e armador de navios de Viana do Castelo no norte de Portugal a quem se deve o reconhecimento de parte das costas do nordeste americano, naquelas que são hoje as províncias marítimas canadianas da Nova Escócia e da Terra Nova e Labrador.
Organizou diversas expedições de exploração para as costas da América do Norte e para os Grandes Bancos da Terra Nova por volta de 1520-1521. Nessas viagens explorou as ilhas de St. Paul, próxima de Cape Breton, Ilha Sable, Burgeo e São Pedro e Miquelão, às quais ele deu o nome de ilhas das Onze Mil Virgens em honra de Santa Úrsula. 
Era Cavaleiro da Casa de D. Manuel I quando este rei, a 22 de Março de 1521, lhe fez mercê da capitania das ilhas e terras que já descobriu ou viesse a descobrir, além das terras que os Corte Real descobriram, mais a norte (Gronelândia). 
Mas não chegou a realizar a nova viagem que preparava. Era juiz ordinário e vereador da Câmara de Viana do Castelo quando em Dezembro de 1522 foi substituído por sua morte, sendo sepultado na sua capela de Santo Cristo, na matriz. Já antes tinha sido juiz ordinário e vereador em 1512 e de novo a 11 de Abril de 1515. E cevadeiro e escrivão da sisa da Alfândega de Viana do Castelo a 4 de Março de 1502.

## Relações familiares
Filho de Álvaro Anes, administrador do Hospital Velho de Viana do Castelo, e de sua mulher Catarina Dias, que ainda vivia «muito velha» nesta cidade, na rua Grande, em 1517. Álvaro Anes era filho de João Paes Fagundes e neto de Paio Fagundes. 
Dizem as genealogias tardias que João Álvares Fagundes casou duas vezes e teve vários filhos, mas a documentação veio revelar que casou apenas uma vez, com Leonor Dias (Boto), sepultada a 24 de Agosto de 1538 na Misericórdia de Viana do Castelo, e deixou duas filhas, D. Violante, que foi sua herdeira universal e casou com o fidalgo João de Souza de Magalhães, cujo filho sucedeu nos direitos do descobrimento da Terra Nova, que em 1589 vendeu a D. Filipe I por 2.000 cruzados e D. Catarina Fagundes ‘a Fagunda’ que casou com Gonçalo Afonso Cerqueira e tiveram dois filhos, Rodrigo Afonso Fagundes de quem descende os Machado Fagundes e Afonso Gonçalves Fagundes que casou com Maria Casado e uma filha, Margarida Fagundes que casou com Francisco Pires Caminha.